# وو مي
وو مي (بالصينية: 吴宓) هو مدرس وشاعر صيني، ولد في 20 أغسطس 1894 في Jingyang County ‏ في الصين، وتوفي في 17 يناير 1978.